# Ibrahima Sory Souare
Ibrahima Sory Souare (ur. 14 lipca 1982 w Konakry) – gwinejski piłkarz grający na pozycji pomocnika.

## Kariera klubowa
Karierę piłkarską Souare rozpoczął w klubie Hirondellese Konakry. W 1998 roku zadebiutował w jego barwach w pierwszej lidze gwinejskiej. Następnie odszedł do francuskiego Stade Rennes, ale przez 3 lata grał jedynie w rezerwach tego klubu. Kolejne sezony spędził w takich jak: piątoligowe US Changéenne i Stade Beaucairois, trzecioligowy ASOA Valence, czwartoligowy Jura Sud Foot i trzecioligowy FC Martigues.
W 2008 roku Souare trafił do Grecji i został piłkarzem Apollonu Kalamaria. Po pół roku gry odszedł do drugoligowego AO Kerkyra z wyspy Korfu. Po zakończeniu sezonu 2008/2009 rozwiązał kontrakt z Kerkyrą i pozostaje bez przynależności klubowej.

## Kariera reprezentacyjna
W reprezentacji Gwinei Souare zadebiutował w 2006 roku. W tym samym roku został powołany do kadry na Puchar Narodów Afryki 2006, gdzie rozegrał 2 mecze: z Tunezją (3:0) i ćwierćfinałowy z Senegalem (2:3).